# Jan Josef Brixi
Jan Josef Brixi (1. března 1711, Vlkava – 27. dubna 1762, Mělník) byl český hudební skladatel a varhaník.

## Život

### Datum a místo narození
Někdy bývá chybně uváděno, že se Jan Josef Brixi narodil 19. května 1719 v Plzni. Protože je ale bezpečně doloženo Brixiho působení v Manětíně již od 9. února 1734, kdy byl jako temporis Cantore loci svědkem na svatbě, jde o záměnu osob.
V rodině mlynářů Brixi z Vlkavy, ve které se narodil skladatel Šimon Brixi, otec nejznámějšího skladatele z rodiny Brixi Františka Xavera Brixi, se nejstaršímu Šimonovu bratru, mlynáři Janu Brixi (mladšímu), narodilo ve vlkavském mlýně v březnu 1711 čtvrté dítě. Byl to syn, pokřtěný Jan Josef. Toto datum narození zcela odpovídá dosud získaným životopisným údajům.

### Působení
Jan Josef Brixi nastoupil v lednu 1734 na místo kantora v Manětíně. K jeho povinnostem patřilo zajišťování hudebního doprovodu při mších jak v děkanském manětínském chrámu, tak ve filiálním kostele svatého Jiří v Lukové. Zúčastňoval se rovněž hudebních produkcí, které hraběnka Marie Gabriela Lažanská z Bukové, rozená Černínová z Chudenic, pořádala na svém manětínském zámku.
V Manětíně se Janu Josefovi Brixi a jeho ženě Eleonoře narodily čtyři děti. První syn Václav Vojtěch narozený v létě roku 1736 ještě téhož roku zemřel. Otcovo hudební nadání zdědil druhý syn Václav Norbert narozený 1736, který si zvolil církevní dráhu. V Manětíně se narodily ještě dvě děti, syn Antonín Josef a dcera Anna Barbora. Na konci roku 1746 se rodina Brixi přestěhovala do Mělníka. V novém působišti v únoru 1750 zemřela Janova manželka Eleonora. Aby zajistil péči o malé děti, oženil se Jan Josef Brixi již v květnu s Ludmilou Plzákovou. Že byl v té době již váženým mělnickým občanem, dosvědčuje matriční zápis o svatbě. Je zde charakterizován jako měšťan a frater curiae též varhaník mělnický. Za svědky byli novomanželům mělničtí radní.
Jan Josef Brixi hrál v Mělníce v kostele sv. Petra a Pavla na varhany, které byly dokončeny v letech 1715–1716. Dvoumanuálový nástroj s osmnácti rejstříky byl v roce 1753, tedy za působení Jana Brixiho, přestavěn a rozšířen na 24 rejstříků.
Manželství Jana a Ludmily bylo bezdětné. Na sklonku života, po smrti Ludmily (1760), se Jan Josef Brixi ještě téhož roku oženil potřetí. Následujícího roku se manželům narodila dcera Kateřina. Rok po narození dcerky Jan Josef Brixi v Mělníce zemřel. Jak uvádí mělnická matrika zemřelých, bylo mu padesát let.

## Dílo
Z jeho díla se dochovalo jen málo. Mše pocházející z Mělníka svědčí o vyspělé technice skladatele. Ve své době byly jeho skladby patrně značně rozšířené. Jedna z jeho árií byla uváděna v inventáři kostela svatého Bartoloměje v Blížkovicích v okrese Znojmo. Jak uvádí Středočeská vědecká knihovna v Kladně, zachoval cennou sbírku skladeb svého strýce Šimona Brixi.